# 聯盟國紀念堂
联盟国纪念堂路易斯安那内战博物馆（英語：Louisiana's Civil War Museum at Confederate Memorial Hall）是位于新奥尔良的一座博物馆，包含与美利坚联盟国与美国内战相关的历史文物。这是全世界第二大有关聯盟國内战主题的博物馆，仅次于弗吉尼亚州里士满的聯盟國博物馆。
这座博物馆的建筑类似教堂，拥有华丽的花窗玻璃，被称为“南方战争修道院”。它是路易斯安那州历史最悠久的持续开放的博物馆。